# Brad Gillingham
Brad Gillingham (ur. 26 kwietnia 1966 w Saint Paul) – amerykański trójboista siłowy i strongman.

## Życiorys
Brad Gillingham zdobył wielokrotnie mistrzostwo USA w trójboju siłowym.
Jego braćmi są siłacze Karl Gillingham i Wade Gillingham.
Mieszka w miasteczku Minneota, w stanie Minnesota.
Wymiary:
- wzrost 193 cm
- waga 147 - 154 kg

Rekordy życiowe:
- przysiad 396 kg
- wyciskanie 288 kg
- martwy ciąg 400 kg

## Osiągnięcia strongman
- 2002
  - 7. miejsce - Arnold Strongman Classic
- 2003
  - 8. miejsce - Arnold Strongman Classic